# Teatro Merle Reskin
El Teatro Merle Reskin es un lugar de artes escénicas ubicado en el área comunitaria Loop de Chicago, Illinois. Originalmente llamado Teatro Blackstone y ahora llamado así por Merle Reskin, fue fundado en 1910. El Teatro Merle Reskin es ahora parte de la Universidad DePaul y también se utiliza para eventos y actuaciones de otros grupos. Sirve como escenario de la serie Chicago Playworks para familias y audiencias jóvenes, producida por The Theatre School of DePaul.
El edificio fue diseñado por Marshall y Fox y desarrollado por Tracy C. Drake y John Drake de Drake Hotel en el antiguo emplazamiento de la mansión de Timothy Blackstone. El teatro tiene una rica historia de presentaciones en vivo que tradicionalmente han estado produciendo giras de espectáculos exitosos y premiados.

## Edificio
Los arquitectos que diseñaron el nuevo teatro en 1910 fueron Benjamin Marshall y Charles Fox de la firma Marshall and Fox, quienes también diseñaron el adyacente Blackstone Hotel en 1909. Al igual que con el hotel, el teatro tomó su nombre de Timothy Blackstone, cuya mansión había ocupado anteriormente el sitio. La dirección original estaba en Hubbard Court, que más tarde se renombró como Seventh Street, y se renombró una vez más a East Balbo Drive, el nombre actual. El edificio tiene seis pisos de altura y está construido en estilo renacentista francés. Construido solo siete años después del incendio del teatro Iroquois, se requería que el teatro fuera a prueba de fuego y la administración afirmó que el auditorio podría despejarse en tres minutos. La capacidad de asientos era de 1400 personas hasta 1988, cuando las renovaciones para restablecer el foso de la orquesta y crear asientos para personas discapacitadas redujeron el número de asientos a 1325.
Los desarrolladores tanto del Blackstone Hotel como del Teatro Blackstone fueron Tracy C. Drake y John Drake, más conocidos como desarrolladores y propietarios del Drake Hotel. Su padre, también llamado John Drake había sido socio comercial de Blackstone. La construcción del Teatro Blackstone resultó directamente en el cierre de un teatro cercano más antiguo, el Olympia.

## Blackstone Theatre Company
En una época en la que la mayor parte del entretenimiento se realizaba en vivo en el escenario, la apertura de un nuevo teatro se consideraba tan digno de mención que los principales periódicos informaron al respecto. La apertura tentativa del Blackstone incluso fue reseñada por The New York Times, que escribió a mediados de julio de 1909 que "... El nuevo Teatro Blackstone, que pronto se erigirá en Hubbard Place en Chicago... tendrá una gran capacidad de asientos y estará equipado con todos los dispositivos teatrales modernos. El escenario se inspirará en el del New Amsterdam Theatre de esta ciudad [Nueva York]... "  El Chicago Tribune también anunció el próximo evento, y en una historia de primera plana, el periódico se refirió a lo que informó el Times. El nuevo teatro contaría con las producciones de Charles Frohman, quien operaría el teatro junto con los empresarios Klaw & Erlanger; los tres se habían incorporado bajo el nombre de Blackstone Theatre Company (que formaba parte de su Sindicato Teatral más grande, formado en 1896). El artículo del Tribune de julio de 1909 también señaló que este nuevo teatro sería un "palacio de cine" ornamentado, con capacidad para unas 1200 personas y su construcción costaba más de medio millón de dólares. El Teatro Blackstone se inauguró oficialmente el 31 de diciembre de 1910, con el estreno de la obra más reciente del dramaturgo de Chicago George Ade. US Minister Bedloe. Fue una comedia protagonizada por William H. Crane, y los críticos quedaron impresionados por la obra y la belleza del lugar.
El Blackstone estaba dirigido por Harry J. Powers, un hombre de negocios de Chicago con amplia experiencia en el teatro: se había abierto camino desde sus primeros días como acomodador para convertirse finalmente en uno de los asociados más confiables de Erlanger; Powers fue el gerente del Blackstone durante sus dos primeras décadas. Las primeras producciones de Blackstone incluyeron a algunos de los artistas y dramaturgos más conocidos de esa época; por ejemplo, después de US Minister Bedloe llegó una producción de David Belasco, The Return of Peter Grimm, protagonizada por David Warfield. Muchas de las producciones ya habían sido bien recibidas en Nueva York antes de llegar al Blackstone, como otra obra que contó con el actor cómico William H. Crane, The Senator Keeps House. Pero si bien algunas de estas producciones fueron iguales a la versión que se presentó en Nueva York, el crítico de teatro de Tribune Hammond observó en varias ocasiones que las compañías de Chicago carecían de las mayores estrellas. A pesar de esto, las compañías de gira que actuaron en Blackstone tendieron a hacer un buen trabajo y Hammond las elogió por sus producciones "efectivas". Esta tendencia de presentar versiones de compañías de gira continuaría en años posteriores, cuando la mayoría de las actuaciones en el Blackstone fueron obras que ya habían ganado el Premio Pulitzer o el Premio Tony, y fueron presentadas por compañías de gira de Nueva York.
Durante la primera década de funcionamiento, el Teatro Blackstone contó con una serie de producciones únicas. Entre ellos se encontraban las actuaciones de los actores de Stratford-upon-Avon. Bajo la dirección de FR Benson, ofrecieron catorce de las obras de Shakespeare en dos semanas a principios de noviembre de 1913. También cabe destacar la presentación de Pygmalion de George Bernard Shaw en 1914; actuaciones de la Boston Opera Company, con Mlle. Anna Pavlova en 1916 y Disraeli de Louis N. Parker. Y durante los lapsos en que no se representaba ninguna obra, el Blackstone abrió sus puertas a eventos patrocinados por organizaciones cívicas y fraternales como los Elks o el Club Universitario de Chicago. Cuando Big Sisters todavía era una organización nueva, tuvo uno de sus primeros beneficios en Blackstone. El Blackstone también acogió una gran reunión y conferencia de sufragio femenino en 1916; asistieron 1200 sufragistas de todo Estados Unidos. Y para mantenerse al día, algunas de las actuaciones desde el escenario del Blackstone se escucharon en la estación de radio WTAS del área de Chicago, gracias al propietario de la estación, Charles Erbstein, quien pensó que era una buena idea usar el teatro para transmisiones en vivo, y comenzó a hacerlo a principios de 1925.
Debido a que el Teatro Blackstone era un teatro de gira, muchos actores aparecieron allí que de otra manera no hubieran tenido esa oportunidad si el lugar se hubiera especializado en nuevas producciones. Algunos de los actores que adornaron el escenario de Blackstone incluyen a William Gillette, Ethel Barrymore, John Barrymore, Helen Hayes, Ruth Gordon, Katharine Cornell, Cornelia Otis Skinner y Spencer Tracy. Durante la década de 1920, Blackstone presentó 60 obras de dramaturgos como George Bernard Shaw, Eugene O'Neill, Seán O'Casey, Sir Arthur Wing Pinero, Richard Brinsley Sheridan, Ben Jonson, Oliver Goldsmith, Frank Craven, Ring Lardner y George M.Cohan.

## Compañía de teatro después de Blackstone

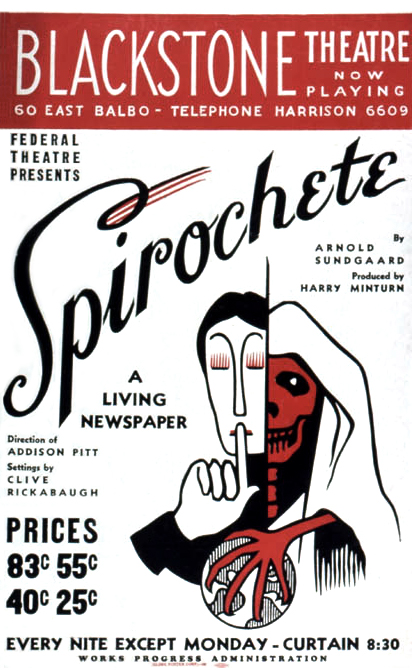
Póster de la producción original de Spirochete, una obra de teatro del periódico Living de Arnold Sundgaard producido por el Federal Theatre Project (1938)

### Alquiler
A finales de 1930, se anunció que la Blackstone Theatre Company rescindía su contrato de arrendamiento. Erlanger había muerto en marzo, el país estaba en medio de la Gran Depresión y los informes de los periódicos comentaban cuántas empresas estaban sufriendo. Los propietarios del edificio, John y Tracy Drake, administraron el teatro durante un año antes de que se avecinara una ejecución hipotecaria en 1932. En 1934 alquilaron el teatro a Playgoer's Incorporated, aunque este grupo solo duró un año.
El Blackstone fue salvado en la década de 1930 por el Proyecto de Teatro Federal, que arrendó el teatro en 1936 y continuó usándolo para ensayos y producciones hasta que el programa fue abolido por el Congreso en 1939. Durante este período, Blackstone fue sede de obras originales.
En 1940, el teatro fue alquilado por Oscar Sertin, quien puso en escena Life with Father , protagonizada por Lillian Gish, que se inauguró en febrero y estuvo al aire por más de un año. Al año siguiente, Buddy Ebsen protagonizó <i>Good Night Ladies!</i>, que duró 100 semanas. Desde 1942 hasta 1945, el teatro estuvo a cargo de Slavin Amusement Company.

### Hermanos Shubert
En 1945, una Teatro Blackstone Company reconstituida administró la sala hasta 1948, cuando los hermanos Shubert compraron el teatro. Con el aumento de otras formas de entretenimiento, como la televisión, la asistencia a los cines en vivo disminuyó y la Organización Shubert redujo la temporada de Blackstone de 28 semanas a tan solo 14 semanas al año.
1959 vio el estreno de A Raisin in the Sun de Lorraine Hansberry. Aunque la obra tuvo éxito, después de cuatro semanas partió de Chicago hacia Nueva York. Casi al mismo tiempo, se estaba produciendo un renacimiento en el teatro de Chicago en el lado norte de la ciudad.
El Blackstone estuvo oscuro desde 1986 hasta agosto de 1988, cuando se reabrió con el programa de una sola mujer de Lily Tomlin "La búsqueda de signos de vida inteligente en el universo". En ese momento, la Organización Shubert decidió que era hora de deshacerse de todos los teatros de Chicago, excepto el Teatro Shubert en Monroe Street.

### Escuela de Teatro Goodman

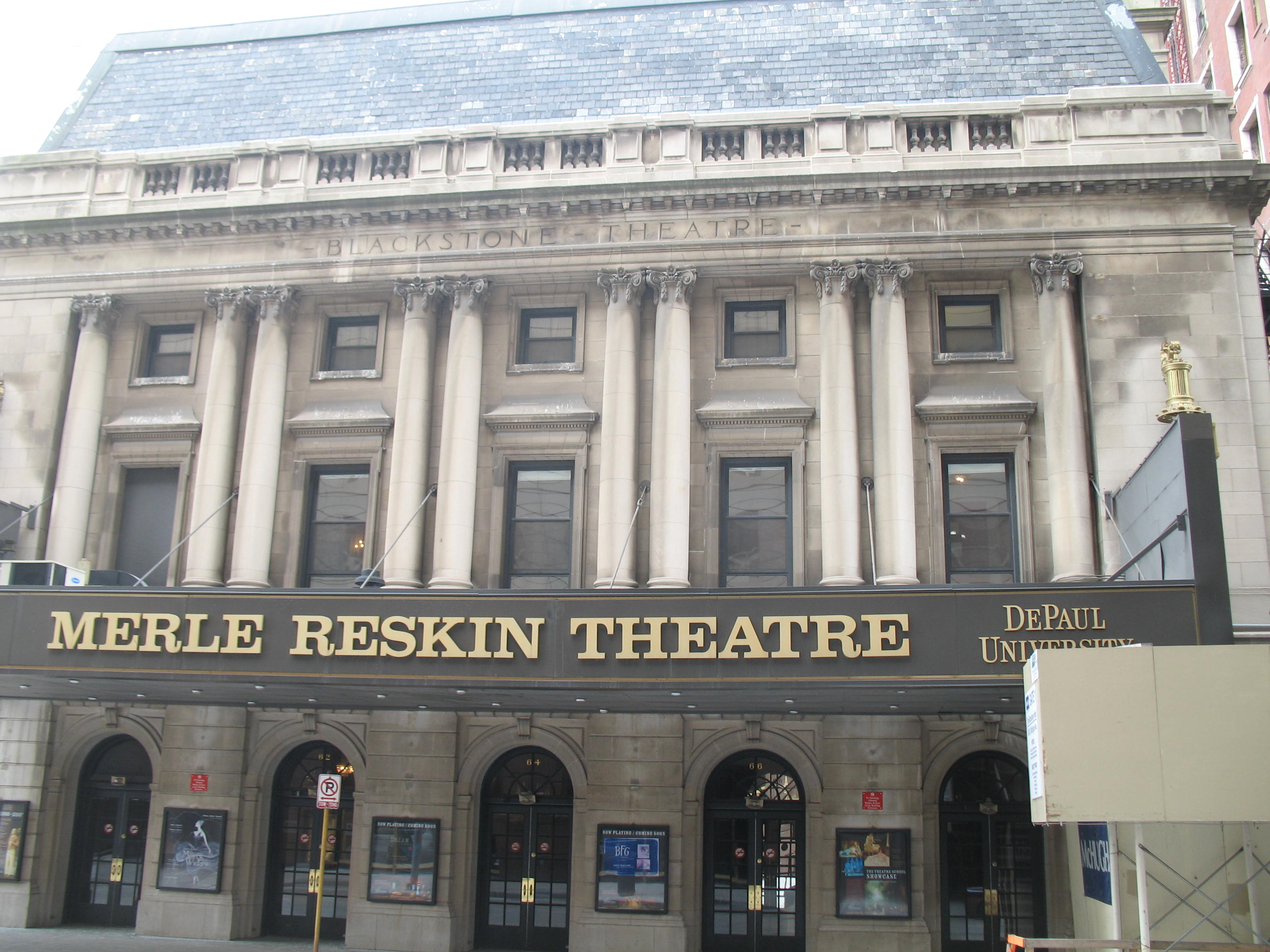
La fachada del teatro en 2007

La Escuela de Teatro Goodman se fundó en 1925. Se unió a la Universidad DePaul en 1978, y pasó a llamarse The Theatre School en la Universidad DePaul en 1985. Los alumnos incluyen a Gillian Anderson, John C. Reilly, Scott Ellis, Joe Mantegna, Theoni V. Aldredge, Karl Malden, Michael Rooker, Elizabeth Perkins, Judy Greer y Eugene Lee.
Cuando la Organización Shubert decidió deshacerse de la mayoría de sus teatros de Chicago, el edificio del Teatro Blackstone se ofreció a la Universidad DePaul. La Escuela de Teatro comenzó a actuar oficialmente en Blackstone el 21 de marzo de 1989, con una producción de El misántropo de Molière. En 1992, Harold y Merle Reskin hicieron una donación considerable a la Escuela de Teatro, y el 20 de noviembre, el teatro pasó a llamarse Teatro Merle Reskin. Merle Reskin había pasado cinco años como actriz profesional, interpretando a la Ensign Janet MacGregor en South Pacific en Broadway y apareciendo con Etta Moten. Abandonó su carrera al casarse con Reskin en 1955; sin embargo, pasó treinta años como Audicionista Regional del Medio Oeste de la American Academy of Dramatic Arts. Además de The Theatre School, el edificio también es utilizado por otras organizaciones artísticas.
El teatro sirve como el principal espacio de actuación de la escuela. Cada año, esta presenta la serie Chicago Playworks, así como The Theatre School Showcase, que se llevan a cabo durante todo el año académico en el Teatro Merle Reskin. Chicago Playworks presenta obras destinadas a familias y público joven, mientras que la serie Showcase ofrece obras de teatro y clásicos contemporáneos.